# Сазанов, Виктор Иванович
Виктор Иванович Сазанов (1879, Путивль — 1967) — советский учёный, агротехник, растениевод, доктор сельскохозяйственных наук, профессор. Директор Полтавской Сельскохозяйственной Опытной станции.
Соратник Николая Вавилова. В протоколе допроса Вавилова назван как участник мифической «Трудовой крестьянской партии» (см. Дело Николая Вавилова).
Арестовывался органами НКВД СССР в 1933 году. До ареста был заместителем заведующего «Госсортсетью». Выслан в Караганду. Освобожден в 1933 году.
После отбытия наказания работал научным руководителем Опытной Станции. В 1940 году работал директором Карагандинской селекционной станции.
В 1941—1952 гг. руководил кафедрой растениеводства Куйбышевского сельскохозяйственного института.